# Spek

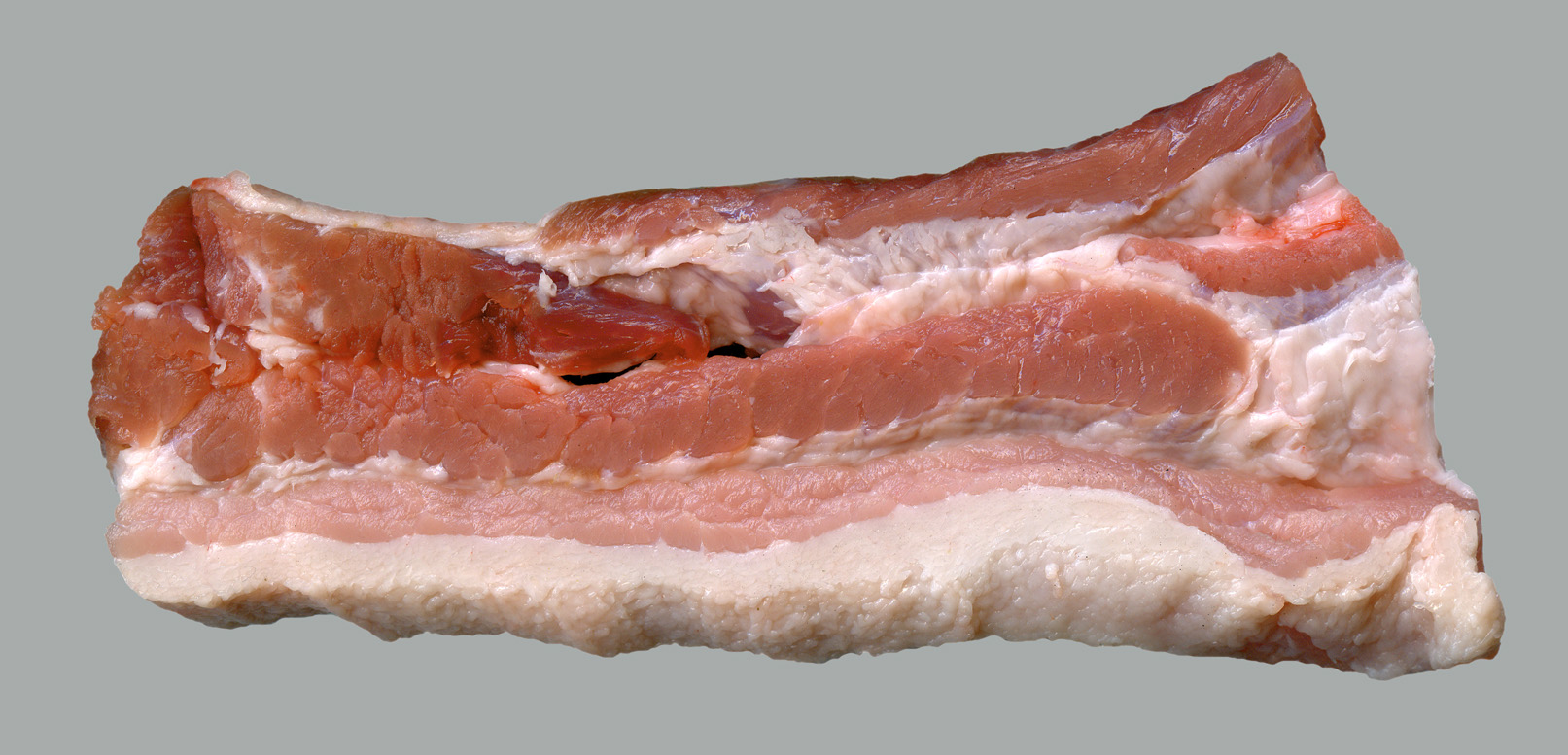
Stuk buikvlees van een varken

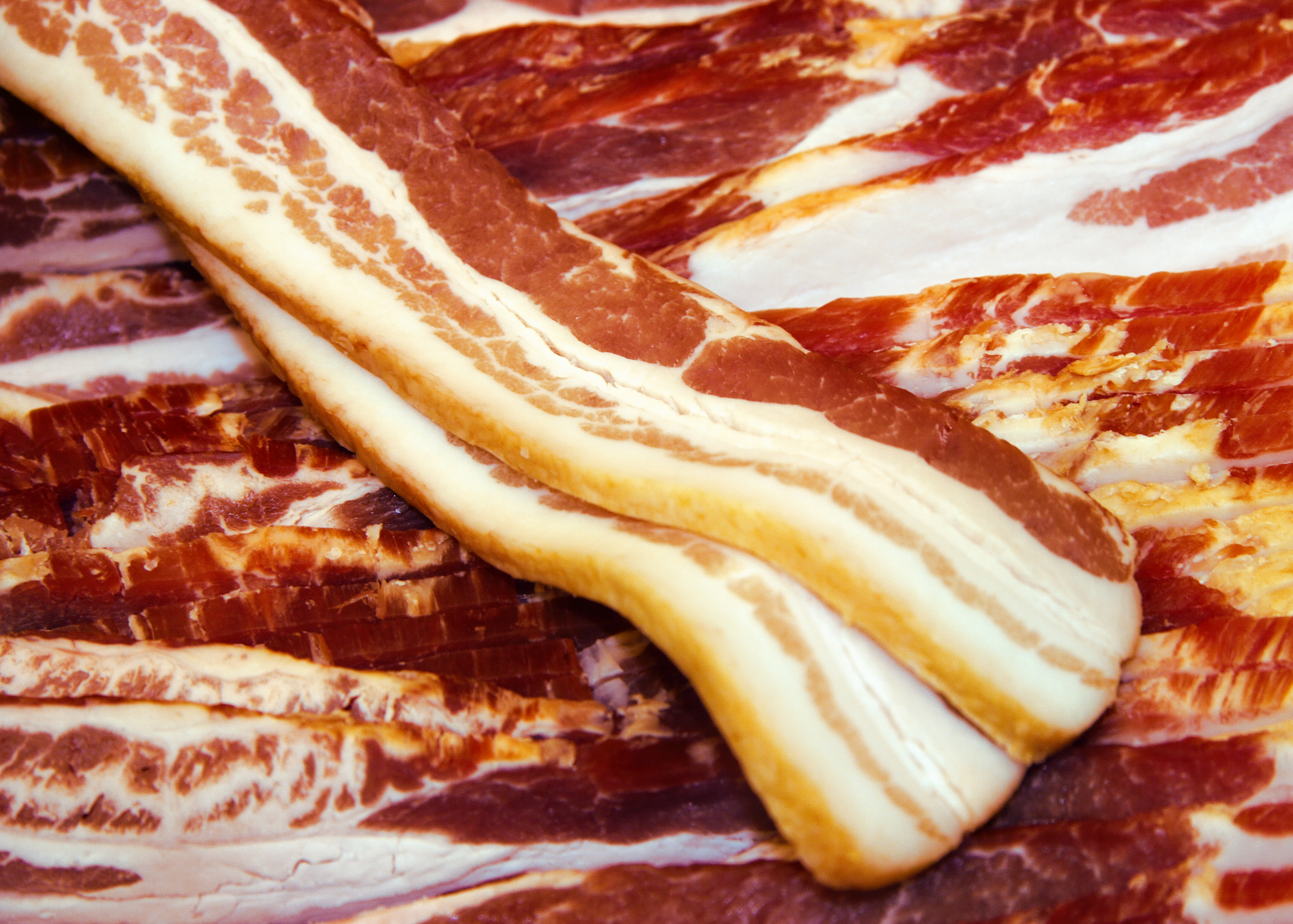
Spek

Spek is over het algemeen varkensvlees, dat veel vet bevat.
Spek zit bij het varken op de rug en op de buik, ook in de wang. Rugspek bestaat voornamelijk uit vet; buikspek bevat meer vlees, het zogenaamde doorregen spek. Wangspek wordt veel gebruikt in de (moderne) Romeinse keuken (guanciale), onder andere voor carbonara. Het wordt ook toegevoegd aan cacio e pepe om pasta alla gricia te maken.

## Soorten
- bacon
- katenspek
- ontbijtspek
- Zeeuws spek
- gerookt spek (met zwoerd)
- Kinnebakspek (wangspek)

## Uitdrukkingen
Spek wordt als een echte lekkernij beschouwd, zoals blijkt uit de uitdrukkingen:
- een spekkie voor zijn bekkie (iets lekkers).
- een spekkoper is iemand die goede zaken doet.
- de kat op het spek binden is iemand aan een grote verleiding blootstellen.
- Met 'n worst naor de spek smieten is een Nedersaksische uitdrukking voor met iets kleins iets groots proberen te bereiken. Speklap is in deze streektaal tevens een koosnaam.
- een spekjood is een Jood die zich niet aan de joodse spijswetten houdt.

Maar:
- Het spek aan je been hebben is een Vlaamse uitdrukking voor een probleem hebben.
- Voor spek en bonen meedoen of Ergens voor spek en bonen bij zitten betekent dat je er voor niets bij zit.
- Spek is een scheldnaam die tijdens de Tachtigjarige Oorlog werd gebruikt voor een Spanjaard, inzonderheid voor een Spaans soldaat, blijkbaar als mager en hongerig beschouwd.

## Populaire cultuur
In de Verenigde Staten en Canada is er een soort subcultuur ontstaan van spek-enthousiastelingen (Bacon in het Engels). Boeken, video's, internetmemes en evenementen worden aan spek gewijd en er is een hele reeks aan recepten en producten met bacon erin, inclusief spek-mayonaise, spek-wodka, spek-donuts.